# Corytophanidae
Corytophanidae is een familie van hagedissen, en omvat de basilisken en helmleguanen.

## Naam en indeling
De wetenschappelijke naam van de groep werd voor het eerst voorgesteld door Hobart M. Smith en Edmund Darrell Brodie III in 1982. Er zijn elf soorten, inclusief de pas in 2018 beschreven soort Laemanctus julioi. Lange tijd werd de familie als onderfamilie van de leguanen (Iguanidae) gezien, tegenwoordig als aparte familie. 

### Geslachten
De familie omvat de volgende geslachten, met de auteur en het verspreidingsgebied.
| Naam                         | Auteur         | Verspreidingsgebied |
| ---------------------------- | -------------- | --- |
| Basilisken (Basiliscus)      | Laurenti, 1768 | Belize, Colombia, Costa Rica, Ecuador, El Salvador, Guatemala, Honduras, Mexico, Nicaragua, Panama, Venezuela, Verenigde Staten (geïntroduceerd) |
| Helmleguanen (Corytophanes)  | Boie, 1827     | Belize, Colombia, Costa Rica, El Salvador, Guatemala, Honduras, Mexico, Nicaragua, Panama                                                        |
| Helmkopleguanen (Laemanctus) | Wiegmann, 1834 | Belize, Guatemala, Honduras, Mexico, Nicaragua                                                                                                   |

## Uiterlijke kenmerken
De hagedissen worden tot ongeveer een meter lang en hebben allemaal een verhoogde kam op de kop. Basilisken zijn meestal groen van kleur, jongere dieren bruin. Het zijn actieve dieren die snel op de achterpoten weg kunnen rennen, zelfs over water, zie ook basilisk. Helmleguanen hebben een verhoogde kam op de kop en zijn meestal opportunistisch en bewegen niet veel. Ze vertrouwen op de camouflage en zitten de hele dag stil op een tak. De soorten basilisken hebben alle huidflappen op hun lijf; mannetjes hebben een grote kam en een of twee zeilen op hun rug en staart. De soorten verschillen in grootte van 60 cm tot 1 m lang (mannetjes).

## Verspreiding en habitat
Corytophanidae leven in Zuid- en Midden-Amerika en leven in de landen Belize, Colombia, Costa Rica, Ecuador, El Salvador, Guatemala, Honduras, Mexico, Nicaragua, Panama en Venezuela In de Verenigde Staten zijn de basilisken geïntroduceerd. 
De hagedissen leven in tropische en subtropische bossen. Alle soorten kunnen goed klimmen en zwemmen, basilisken staan bekend om het vermogen over water te kunnen rennen, waaraan de bijnaam Jezus Christushagedissen is te danken. 